# 卡林·皮特·内策尔

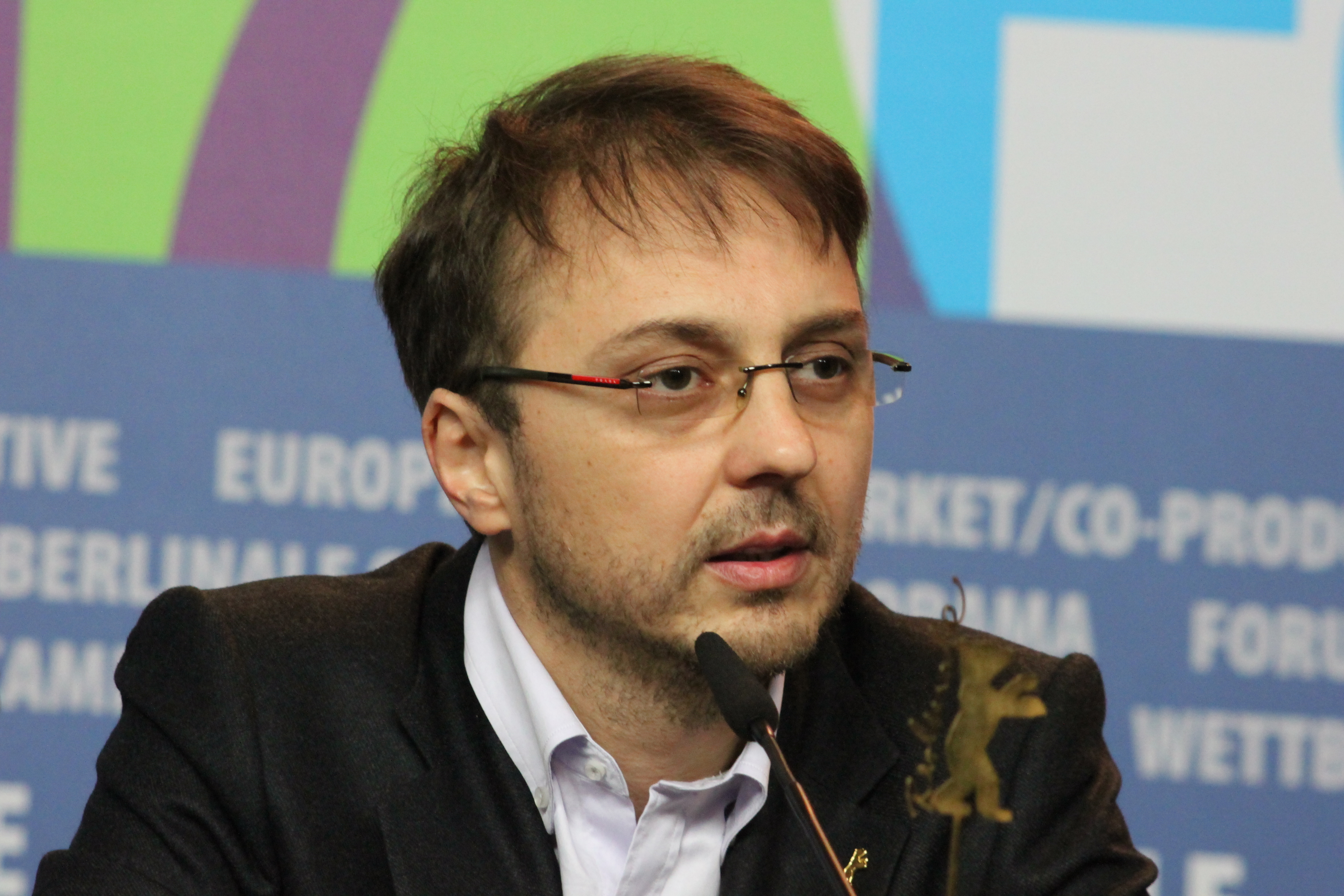
2013年于柏林影展

克林·彼得·内策（羅馬尼亞語：Călin Peter Netzer；1975年5月1日生于罗马尼亚彼得羅沙尼）是一位罗马尼亚电影导演和编剧。

## 事业
他执导的首部电影为2003年的，获得了罗加诺国际电影节评委会大奖等多个奖项。他的第二部作品为2009年的 Medalia de onoare (Medal of Honor)。2013年的《孩童之姿》赢得第63届柏林电影节金熊奖。2017年作品《安娜，我的爱》入选第67届柏林电影节主竞赛片。

## 作品
- （2003年）
-  （2009年）
- 《孩童之姿》（2013年）
- 《安娜，我的爱》（2017年）